# Камбана на свободата
Камбаната на свободата (на английски: Liberty Bell) е символ на американската независимост и се намира във Филаделфия, Пенсилвания. Някога е била окачена в камбанарията на Пенсилванската щатска служба (днес наричана Сграда на независимостта (на английски: Independence Hall), а в днешно време е разположена отсреща, в собствена сграда в Националния исторически парк на независимостта (на английски: Independence National Historical Park). Тежи 940 килограма, висока е 1,2 метра и е съставена от	70% мед, 20% калай и 10% други метали.
Камбаната е открита през 1752 г. на събранието на провинция Пенсилвания от лондонската фирма Лестър енд Пак и е отлята с надписа „Proclaim LIBERTY Throughout all the Land unto all the Inhabitants Thereof“ („Провъзгласете СВОБОДА по цялата Земя на всички нейни жители“) – библейска препратка към библейската книга Левит (25:10). Камбаната се пропуква, когато прозвънява след пристигането си във Филаделфия, и е отливана наново още два пъти от местни работници – Джон Пас и Джон Стоу, чиито имена също могат да бъдат видени на камбаната. Първоначално тя е използвана за призоваване на законодателите на законодателните сесии и за оповестяване на гражданите относно публични събрания и прокламации.
Макар независимостта на страната да не е обявена веднага, камбана иззвънява на 8 юли 1776 г., когато е прочетена Декларацията за независимост на САЩ. След като САЩ става независима страна, камбаната потъва в забрава до 1830-те години, когато е приета като символ на независимостта от аболиционистките общества, които ѝ дават днешното име.
Камбаната придобива характерната си пукнатина през първата половина на 19 век. Според популярна история, тя се пуква докато звъни по повод смъртта на Джон Маршал през 1835 г. През 1885 г. управата на град Филаделфия, която я притежава, започва да я включва в различни изложби и патриотични сбирки. Камбаната бързо става популярна и събира тълпи от хора, които отчупват парчета от нея като сувенири. За последно камбаната напуска града през 1915 г., след което управата на града отказва да я изпраща където и да било.
След Втората световна война Филаделфия позволява на Службата на националните паркове на САЩ да поеме отговорност над камбаната, запазвайки собствеността си над нея. Тя е използвана като символ на свобода през Студената война и става популярно място за провеждане на протести през 1960-те години.
Камбаната е изобразявана на монети и пощенски марки, а името и ликът ѝ често са използвани от различни корпорации.